# Eualus occulatus
Eualus occulatus är en kräftdjursart. Eualus occulatus ingår i släktet Eualus och familjen Hippolytidae. Inga underarter finns listade i Catalogue of Life.